# Królowie życia (album Kombi)
Królowie życia – drugi oficjalny album zespołu Kombi nagrany na przełomie 1980/1981. Wydany w roku 1982 nakładem wydawnictwa Wifon.
Utwór „Bez ograniczeń” był wykorzystywany w programie 5-10-15 emitowanym do września 2007 roku w TVP1. W „Magazynie Perkusista” (7–8/2018) album znalazł się na 65. miejscu w rankingu „100 polskich płyt najważniejszych dla perkusistów”.

## Lista utworów
Strona A
1. „Nie mam nic” (muz. Sławomir Łosowski – sł. Jerzy Wertenstein-Żuławski) – 3:25
2. „Jesteś wolny” (muz. Waldemar Tkaczyk – sł. Jerzy Wertenstein-Żuławski) – 4:20
3. „Słodka jest noc” (muz. Sławomir Łosowski – sł. Marek Dutkiewicz) – 4:51
4. „Smak wina” (muz. Waldemar Tkaczyk, Grzegorz Skawiński) – 7:18

Strona B
1. „Bez ograniczeń” (muz. Sławomir Łosowski) – 5:15
2. „Teleniedziela” (muz. Sławomir Łosowski – sł. Marek Dutkiewicz) – 4:07
3. „Ostatnie safari” (muz. Sławomir Łosowski – sł. Marek Dutkiewicz) – 4:30
4. „Królowie życia” (muz. Grzegorz Skawiński – sł. Marek Dutkiewicz) – 4:25

## Twórcy
- Sławomir Łosowski – instrumenty klawiszowe
- Grzegorz Skawiński – gitara, śpiew
- Waldemar Tkaczyk – gitara basowa
- Jan Pluta – perkusja

Realizacja: Marian Ślusarczyk, Tomasz Osiński.